# Giovani Casillas
Pour les articles homonymes, voir Casillas.
Giovani Daniel Casillas Chávez, né le 4 janvier 1994 à Guadalajara, est un footballeur mexicain qui évolue au poste d'ailier gauche au Coras de Tepic.

## Palmarès

### En club
- Chivas de Guadalajara
  - Vainqueur du Tournoi Apertura en 2011

### En équipe nationale
- Équipe du Mexique des moins de 17 ans
  - Vainqueur de la Coupe du monde de football des moins de 17 ans en 2011